# 白倉麻子
白倉 麻子（しらくら あさこ、1977年12月30日 - ）は、日本の女性声優。山梨県出身。アクアプレイス所属。

## 略歴
友人に誘われて声優を目指した。
以前は81プロデュースに所属しており、一時期は白倉 麻（しらくら あさ）の名前で活動していた。
アミューズメントメディア総合学院に在学中、『吸血姫美夕』でデビューする。

## 人物
趣味は東京ディズニーランド散歩、ダンス、ミュージカル鑑賞、バドミントン、ソフトボール、エレクトーン、カラオケ。
資格は書道2段。
好きな言葉は「おなかすいた」。

## 出演

### テレビアニメ
1997年
- 吸血姫美夕（井上千里）

1998年
- ああっ女神さまっ 小っちゃいって事は便利だねっ（たか子ちゃん）
- Night Walker -真夜中の探偵-（女ブリード）
- 虹の戦記イリス（ティロル、エリル、子供、コンピュータ）
- 爆走兄弟レッツ&ゴー!! MAX（進、マリーン）
- ポケットモンスター（1998年 - 2001年、少女団員、ユリカ）

1999年
- KAIKANフレーズ（女の子1、女性）
- D4プリンセス（栗奈のづる）
- 爆球連発!!スーパービーダマン（少年）
- ぶぶチャチャ（カナ）
- Bビーダマン爆外伝V（おんなのこボン）
- 魔術士オーフェン（エリス、子供、女の子たち） - 2シリーズ

2000年
- グラビテーション（観客たち、看護婦）
- ゾイド -ZOIDS-（少女）
- とっとこハム太郎（園児A、ちびちゃんずC）
- だぁ!だぁ!だぁ!（2000年 - 2002年、天地ななみ、オカメちゃん）

2001年
- 犬夜叉（姫）
- The Soul Taker 〜魂狩〜（看護婦、少女）
- だいすき!ぶぶチャチャ（カナ、ポットペンギン）
- 地球少女アルジュナ（女子C）
- 爆転シュート ベイブレード（パウラ）
- はじめの一歩（女の子、女性アナウンサー、速水ファンの女性、看護婦）
- パラッパラッパー（生徒）

2002年
- 藍より青し（飼育係）
- 朝霧の巫女（華道部員B）
- アソボット戦記五九（巨人女）
- Weiß kreuz Glühen
- カスミン（生徒たち）
- ギャラクシーエンジェル（第2期）（子供B）
- 天地無用! GXP（翠簾）
- わがまま☆フェアリー ミルモでポン!（2002年 -2004年、オチョー、中村よし子） - 3シリーズ
- ロックマンエグゼ（メイドさん、メイドさんB）

2003年
- 京極夏彦 巷説百物語（お玉）
- とっとこハム太郎（ニキ3）
- .hack//黄昏の腕輪伝説（マギ）
- ぷちぷり*ユーシィ（妖精）

2004年
- アガサ・クリスティーの名探偵ポワロとマープル（大家の娘）
- 魁!!クロマティ高校（アナウンス）
- ロックマンエグゼAXESS（メイドB）

2006年
- ツバサ・クロニクル 第2シリーズ（女たち）

2007年
- D.Gray-man（テリー）

2008年
- ゴルゴ13（2008年 - 2009年、娼婦、女従業員）
- スケアクロウマン（子供1）

### OVA
- 刻の大地（1998年、エスト）
- ツインビーPARADISE（1999年、美少女）

### 劇場アニメ
- ああっ女神さまっ（1998年、女子高生）
- 劇場版ポケットモンスター アドバンスジェネレーション 七夜の願い星 ジラーチ（2003年、ポケモンたち）

### ゲーム
- ロードモナーク 〜新・ガイア王国記〜（1998年、クラリス、チルル）
- ATHENA -Awakening From the Ordinary Life-（1999年、柏崎理香）
- 永遠のアセリア〜この大地の果てで〜（2005年、岬今日子、ヘリオン）
- FESTA!!-HYPER GIRLS PARTY-（2006年、音無美香）

### ドラマCD
- 刻の大地（1999年、エスト）

### 吹き替え
- 裸足の1500マイル（デイジー）